# مافيا تركية
مافيا تركية3 kurush هو مصطلح عام للمنظمات الإجرامية التي تتخذ تركيا مقر له وتغلب على تلك المنظمات مواطنين أتراك. تنتشر المافيا التركية بشكل كبير في أنحاء أوروبا الغربية وتشتهر المافيا التركية بالإتجار بالمخدرات وعرف عنها أنها تتعاون مع المافيا البلغارية بنفس المجال  وتشتهر أيضًا المافيا التركية في أنشطة إجرامية أخرى مثل الإتجار بالبشر والقمار والدعارة والابتزاز.